# V433 Большой Медведицы
V433 Большой Медведицы (лат. V433 Ursae Majoris) — двойная затменная переменная звезда типа W Большой Медведицы (EW) в созвездии Большой Медведицы на расстоянии приблизительно 2112 световых лет (около 648 парсеков) от Солнца. Видимая звёздная величина звезды — от +11,78m до +11,58m. Орбитальный период — около 0,5127 суток (12,305 часов).